# منتدى الطاقة الدولي
منتدى الطاقة الدولي (بالإنجليزية: International Energy Forum ) هو أكبر تجمع متكرر لوزراء الطاقة في العالم، يعد المنتدى تجمع فريد من نوعه حيث أن المشاركين ليسوا فقط من كالة الطاقة الدولية ودول أوبك، ولكن أيضا من الجهات الفاعلة الدولية الرئيسية مثل البرازيل والصين والهند والمكسيك وروسيا وجنوب أفريقيا، وتشكل ملكية دول منتدى الطاقة الدولي أكثر من 90 في المئة من النفط العالمي وإمدادات الغاز، ويتم الترويج لمنتدى الطاقة الدولي من قبل أمانة دائمة مقرها في حي السفارات الواقع في شمال الرياض عاصمة المملكة العربية السعودية .

## المقر الرئيسي
يقع مقر منتدى الطاقة الدولي في مدينة الرياض، وكانت حكومة المملكة العربية السعودية قد قامت بمنح لمنتدى الطاقة الدولي أرضا في حي السفارات في العاصمة الرياض لاقامة مقرها الرئيس، كما تكفلت بانشاء المبنى الذي يشتمل على دورين وتبلغ مساحته حوالي 3000 متر مربع مع غرف اضافية تبلغ مساحتها 224 متر مربع مجهز بكل الاحتياجات والمتطلبات اللازمة، كما يحتوى المبنى على مكتبة وقاعة مؤتمرات مجهزة بأجهزة حديثه تتسع لاكثر من مائة مشارك.

## وصلات خارجية
- الموقع الرسمي لمنتدى الطاقة الدولي